# Ernst Thälmann

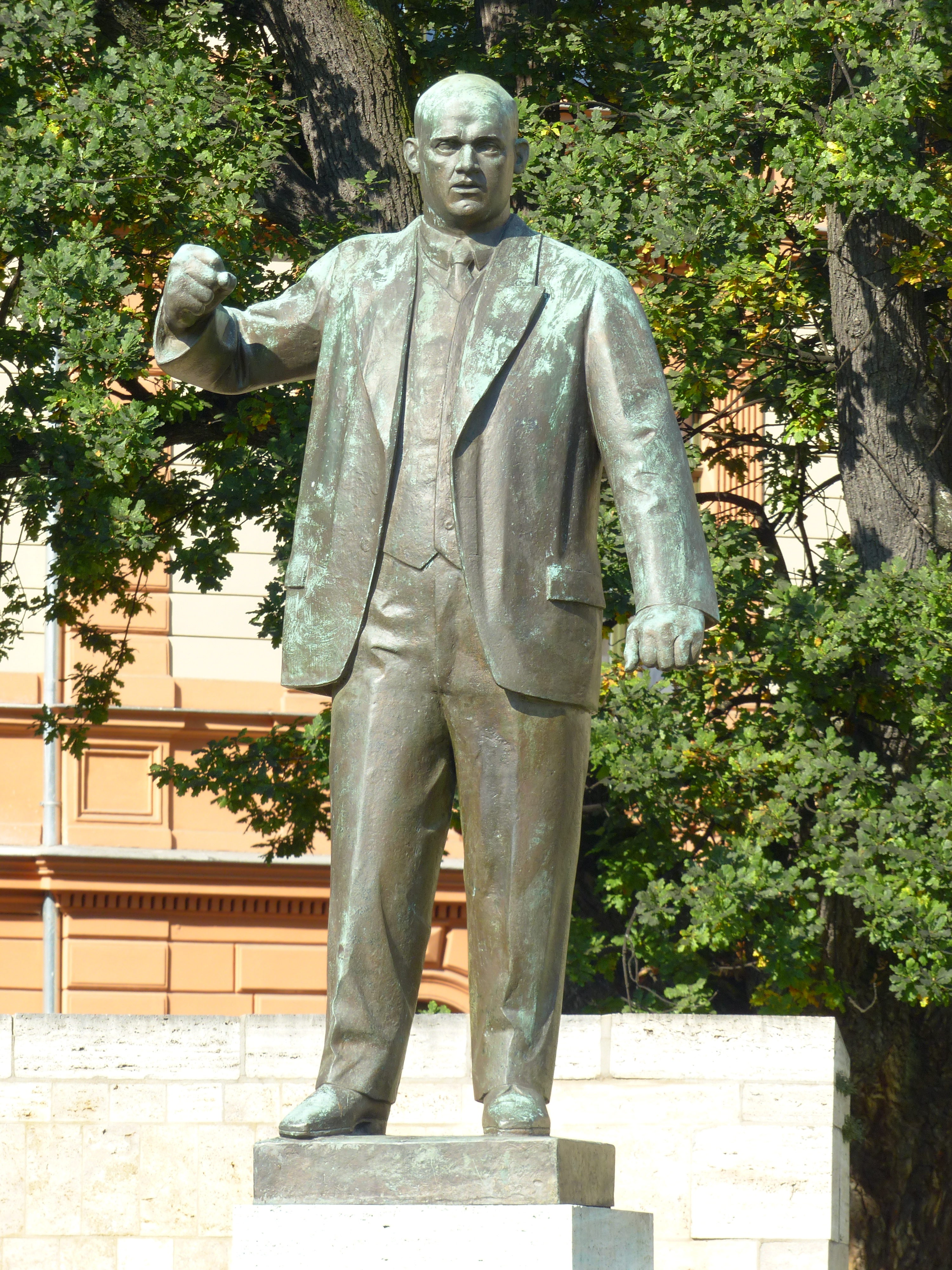
Pomnik Ernsta Thälmanna w Weimarze

Ernst Thälmann (ur. 16 kwietnia 1886 w Hamburgu, zm. 18 sierpnia 1944 w Buchenwaldzie) – niemiecki polityk.

## Życiorys
Pracował jako robotnik portowy i marynarz. Od 1903 członek Socjaldemokratycznej Partii Niemiec (niem. Sozialdemokratische Partei Deutschlands, SPD). Podczas I wojny światowej przeszedł do Niezależnej Socjaldemokratycznej Partii Niemiec (niem. Unabhängige Sozialdemokratische Partei Deutschlands, USPD), w ramach której prowadził agitację rewolucyjną wśród żołnierzy. Od 1920 członek Komunistycznej Partii Niemiec (niem. Kommunistische Partei Deutschlands, KPD). W październiku 1923 dowodził zorganizowanym przez siebie powstaniem robotniczym w Hamburgu. W 1924 został dowódcą Związku Bojowego Czerwonego Frontu (niem. Roter Frontkämpferbund, RFB). W 1925 został przewodniczącym Komitetu Centralnego KPD. Jako wysunięty przez Stalina przywódca partii usunął z jej kierownictwa Ruth Fischer i Arkadija Masłowa, związanych ideowo z Lewicową Opozycją i przeprowadził czystkę członków KPD. W latach 1928–1943 był członkiem Komitetu Wykonawczego Międzynarodówki Komunistycznej.
W 1924 został wybrany do Reichstagu, pełniąc funkcję posła do 1933. Dwukrotnie (w 1925 i 1932), bez powodzenia startował w wyborach prezydenckich w Niemczech.
Po dojściu Adolfa Hitlera w styczniu 1933 do władzy, 3 marca (na dwa dni przed wyborami parlamentarnymi), Thälmann został aresztowany, więziony w Sachsenhausen w tak zwanym Zellenbau (oddział dla więźniów specjalnych), ponadto Moabicie, Hanowerze (od lata 1937 do sierpnia 1943) i Budziszynie (do sierpnia 1944). Po zamachu na Hitlera 20 lipca 1944 zamordowany (rozstrzelany) na jego osobisty rozkaz w obozie koncentracyjnym w Buchenwaldzie. Pochowany na Cmentarzu Centralnym Friedrichsfelde w Berlinie.

## Upamiętnienie
Na Kubie znajduje się wyspa Ernsta Thälmanna. W czasie hiszpańskiej wojny domowej (1936–1939) po stronie republikańskiej walczyły Brygada i Batalion im. Ernsta Thälmanna. Jego imieniem nazwano kilka miejscowości w Związku Radzieckim.
Do września 1990 r. jego imię nosiła dzisiejsza ul. Wróbla w Gdańsku.